# الفن والحرب العالمية الثانية

معركة ألمانيا، لوحة بول ناش (1944)

يمكن توضيح العلاقة بين الفن والحرب، خلال الحرب العالمية الثانية، في موضوعين أساسيين. أولًا، عندما وُجد الفن (الأدب عمومًا) وسط حرب فكرية. ثانيًا، عندما وجد الكثير من الفنانين أنفسهم خلال الحرب العالمية الثانية في ظروف صعبة (في البلدان المحتلة، وفي معسكرات الاعتقال، وفي معسكرات الموت)، وتشهد أعمالهم على قوة «الحاجة إلى الابتكار». يمكن تفسير قوة دافعة مبدعة كهذه بالتعبير عن المحافظة على الذات، وهي غريزة البقاء على قيد الحياة في الأوقات الحرجة.

## السياق التاريخي
صورت معظم مظاهر الحرب على مر التاريخ الإنجازات العسكرية وصورت في بعض الأحيان أيضًا مشاهد من المعارك الكبيرة. على أي حال، لوحظ في القرن التاسع عشر «منعطف» في التمثيل البصري للحرب. بدأ الفنانون يظهرون الجانب الكارثي في الحرب عوضًا عن أحداثها المبجلة وأطراف الصراع. جُسد هذا المنظور من قِبل سلسلة فرانسيسكو غويا كوارث الحرب (1810 - 1820، نُشرت لأول مرة عام 1863)، ومجموعة أوتو ديكس، الحرب (نُشرت في عام 1924).
خلال الحرب العالمية الثانية ظهر كُل من التقليدين. على سبيل المثال مثّل عمل بول ناش معركة بريطانيا (1941) مظهرًا من الصراع الجوي بين القوات الجوية البريطانية والألمانية على القناة الإنجليزية. من الناحية الأخرى، ركز عمل أندريه فوجيران شارع باريس (1943) على تأثير الحرب والاحتلال على المدنيين.

## الفن في ألمانيا النازية

### الفن النازي
في الأنظمة الاستبدادية (وبالأخص نظام هتلر في ألمانيا)، كان التحكم في الفن والتعبيرات الثقافية الأخرى جزءًا أساسيًا في تحديد السلطة. إذ كانت تعكس المساعي الاستبدادية للسيطرة على كل جانب من جوانب المجتمع وحياة المدنيين. على أي حال كانت للفن والثقافة أهمية مميزة بسبب القوة التي امتلكاها للتأثير على الناس، كما أنهما جسّدا هوية الأمة، والمجتمع، ومجموعة من الناس.
في ألمانيا النازية، كانت لسياسة هتلر الثقافية ناحيتان. كانت الخطوة الأولى في سياسته هي «الإبادة الثقافية». قيل عن الثقافة والمجتمع الألماني إنه في حالة من التدهور لأن قوى الانحلال استولت عليهما وأفسدتهما (تجلى ذلك في فكرة كون «العدو في الداخل»). كان يجب أن يكون التطهير الثقافي مصحوبًا بـ «ولادة جديدة» للثقافة والمجتمع الألماني (كان لدى هتلر خطط كبيرة لإنشاء عدة متاحف)، والتي تضمن تمجيدًا «للروح الحقيقية» للألمان في الفن. كان هذا الفن المعتمد بشكل رسمي محافظًا ومجازيًا، ومستوحى إلى حد كبير من فن العالم اليوناني الروماني. كان هذا الفن غالبًا فصيحًا وعاطفيًا. من حيث المحتويات، يجب أن يمثل هذا الفن وينقل المثل العليا للنظام.
في عام 1937 في ميونيخ، أظهر حدثان متزامنان وجهات نظر النازيين حول الفن. عرض أحد المعارض عملًا فنيًا ينبغي إزالته («معرض الانحطاط الفني»)، بينما عزز الآخر، على نقيض ذلك، الجمالية الرسمية («معرض الفن الألماني العظيم»).
في أوروبا تبنت الأنظمة الاستبدادية موقفًا مشابه في الفن وفرضت الجمالية الرسمية، التي كانت نوعًا من أنواع الواقعية. تشير الواقعية هنا إلى أسلوب تمثيلي ومحاكٍ، لا إلى فن محروم من المثالية. ترسخ هذا الأسلوب في تقليد مرموق شعبي، وسهل الفهم، وبالتالي عملي لأهداف الدعاية النازية.
كان الأمر واضحًا لستالين قائد الاتحاد السوفيتي، فقد كان التباين في الفن ممنوعًا ووضعت «الواقعية الاشتراكية» لتكون بذلك النمط الرسمي. حُظر الفن الحديث لكونه فاسدًا، وبرجوازيًا، ومتغطرسًا. كُشف عن المقارنة بين التماثيل التي عرضها جناح المعرض الوطني خلال معرض باريس الدولي 1973. كان المعرض تحت سيطرة المواجهة التي وقعت بين ألمانيا والاتحاد السوفيتي. في أحد الجانبين عُرضت تماثيل جوزيف ثوراك على مدخل جناح المعرض الألماني. على الجانب الآخر وضعت تماثيل فيرا موخينا  العامل والمزرعة في الجزء العلوي من جناح المعرض السوفيتي.

### تدهور الفن
استُخدم مصطلح «تدهور» فيما يتعلق بفكرة أن الفنانين الحديثين وفنهم كانوا يهددون نقاء العرق الألماني. قُدموا على أنهم عناصر من «الشوائب العرقية» و«طفيليات» ما أدى إلى تدهور الفن الألماني وكان يجب القضاء على هذه القوة المنحلة و«الفاسدة». سُّمي ممثلو الثقافة بأنهم «غير ألمان» من قِبل النظام المضطهد. طُردوا من وظائفهم التعليمية، وأزيلت أعمالهم الفنية من المتاحف، وأحُّرقت كتبهم.
أنشئ معرض الانحطاط الفني (في ميونخ 19 يوليو – 30 نوفمبر 1937) من الأعمال التي صُودرت من المتاحف الألمانية. وُضعت الأعمال بطريقة غير محببة مع تعليقات مهينة وهتافات مرسومة حولها («الطبيعة كما تراها العقول المريضة»، «التخريب المتعمد للدفاع الوطني»). كان الهدف هو إقناع الزوار بأن الفن الحديث كان هجومًا على الشعب الألماني. في الغالب، كانت هذه الأعمال الفنية تعبيرية، مجردة أو من صنع الفنانين اليهود واليساريين. عُرضت في المعرض العديد من المدن الألمانية والنمساوية. بعد ذلك، دُمرت أو بيعت معظم الأعمال الفنية.
لم يستطع الفنانون الحديثون اتباع قواعد القيم والذوق النازي لعدة أسباب ومنها:
- الابتكار المستمر والتغيير.
- استقلالها وحريتها.
- كونيتها وتكتمها على اعتناق أي نوع من الانتماء القومي.
- غموضها وافتقارها إلى معنى مفهوم بسهولة ووضوح.
- رفضها وتفكيكها للتقليد والمحاكاة التصويرية.

احتلت ألمانيا النازية فرنسا من 22 يونيو 1940 حتى أوائل مايو 1945. سعت القوة المحتلة إلى تطبيع الحياة قدر الإمكان لأن هذا يحسن من الحفاظ على النظام ويقلل من تكاليف الاحتلال. أعلن الألمان أن الحياة، بما في ذلك الحياة الفنية، يجب أن تُستأنف كما كانت قبل (الحرب). لكن كانت هناك استثناءات. استهدف اليهود وصودرت مجموعاتهم الفنية. تألفت بعض هذه الأعمال من فن حديث ومتدهور دُمر جزئيًا، على الرغم من بيع بعضهم في سوق الفن الدولي. أُخذت روائع الفن الأوروبي من الجامعين والمتاحف الفرنسية وأرسلت إلى ألمانيا. طُرد المعارضون السياسيون المعروفون وحُظر الفن السياسي بشكل علني.

## اضطهاد الفنانين
أثناء ظهور النازية، أعرب بعض الفنانين عن معارضتهم لها. بعد تأسيس الرايخ الثالث، صُنف الفنانون المعاصرون والفنانون ذوي الأصول اليهودية على أنهم منحطون. تعرض أي فنان يهودي، أو فنان معروف بمعارضته للنظام للسجن في حال لم يتفق مع رأي السلطات حول ما هو «مقبول» في الفن. كان جميع أولئك الفنانين في خطر. من بين الذين اختاروا البقاء في ألمانيا، اختار بعضهم التراجع إلى «المنفى الداخلي» أو «الهجرة الداخلية».
كان لدى الفنانين خيار التعاون أو المقاومة. لكن معظم الناس في مثل هذا المأزق سيجدون عادة حلًا وسطًا. كانت المقاومة خطيرة ومن غير المرجح أن تفلت من العقاب القاسي، وفي حين أن التعاون يوفر طريقًا أسهل، فإن الاعتراض المبدئي عليها يمثل رادعًا قويًا للكثيرين إن لم يكن لمعظمهم. الخيارات الأخرى كانت الانسحاب، أو البحث عن ملجأ في الخارج، أو بالنسبة للكثيرين، اتباع السبيل العملي من خلال الاستمرار في العمل ضمن القيود الجديدة. ومن هنا ظهرت الحياة الفنية والتعبير بالنور، والهموم والعبثية، لكنها كانت أيضًا مفعمة بالحيوية.

## فن الحرب العالمية الثانية

### فن الاحتجاج
كان الذين رغبوا في معارضة النازية بشكل علني في أعمالهم وحتى إن عملوا في الخارج مثل (أندريه ماسون) أو خلسة، كجزء من حركة المقاومة مثل (أندريه فوجيرون). اتخذت المقاومة في الأماكن العامة أكثر من شكل رمزي واحد. عرضت مجموعة في الرسامين تُعرف باسم «الرسامين الشبان للتقاليد الفرنسية» لأول مرة في باريس عام 1941. اتسمت الأعمال التي أنتجوها خلال هذه الفترة بفن شبه تجريدي وألوان زاهية، واعتبروها شكلاً من أشكال مقاومة النازيين. كان هناك غموض في الأعمال الأخرى التي يُفترض أنها ليست سياسية، صوروا صعوبة الحياة في فرنسا دون وضع اللوم على أحد. بقي بيكاسو في باريس ورسم من دون أن يعرض أعماله. لم يرسم الحرب أو أي شيء سياسي بشكل علني، لكنه قال إن الحرب كانت موجودة في أعماله.